# Sätra (metrostation)
Sätra is een metrostation aan de rode route van de metro van Stockholm en wordt bediend door lijn T13. Het ligt op 36,3 meter boven zeeniveau op 10,3 kilometer ten zuidwesten van Slussen. De naam van het station en de buurt komen van de in de buurt gelegen Sätra gård, die al sinds de 14e eeuw op kaarten te vinden is.
Het station is tegelijk met Sätra centrum gebouwd naar een ontwerp van adviesbureau VBB. Ook hier is het concept van de Tunnelbane förstad toegepast, het station ligt in de openlucht terwijl de rest van het tracé in een tunnel ligt. De bouw van de wijk liep gelijk op met de metrobouw. Het is het laatste station dat door de Stockholmse tramwegmaatschappij (AB Stockholms Spårvägar) is geopend voordat het openbaar vervoer werd ondergebracht in de NV Groot Stockholms lokaalvervoer (AB Storstockholms Lokaltrafik) en was tot 1 maart 1967 het zuidelijke eindpunt van deze metrotak.
Net als eerder bij Åkeshov, Högdalen en Vällingby kent dit station twee doorgaande sporen aan de buitenkant en tussen de twee perrons een derde spoor waar treinen kop kunnen maken. In 1994 is het kunstwerk Duizend en één nacht van kunstenares Päivi Ernkvist aangebracht. Dit bestaat uit bekleding van de betonnen wanden met keramischetegels in verschillende tinten blauw met af en toe een rode lijn tegels.

## Fotogalerij

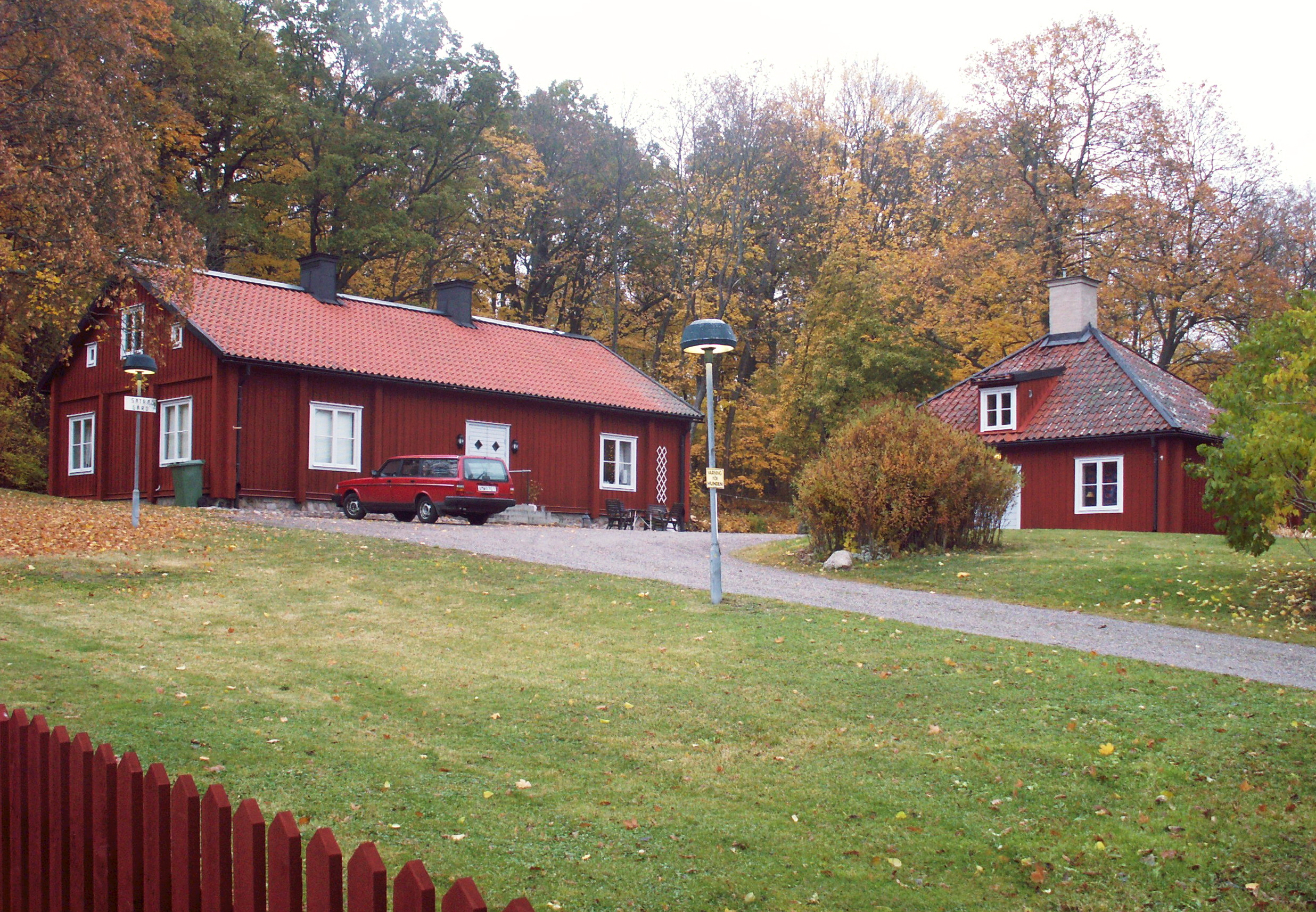
Sätra gård
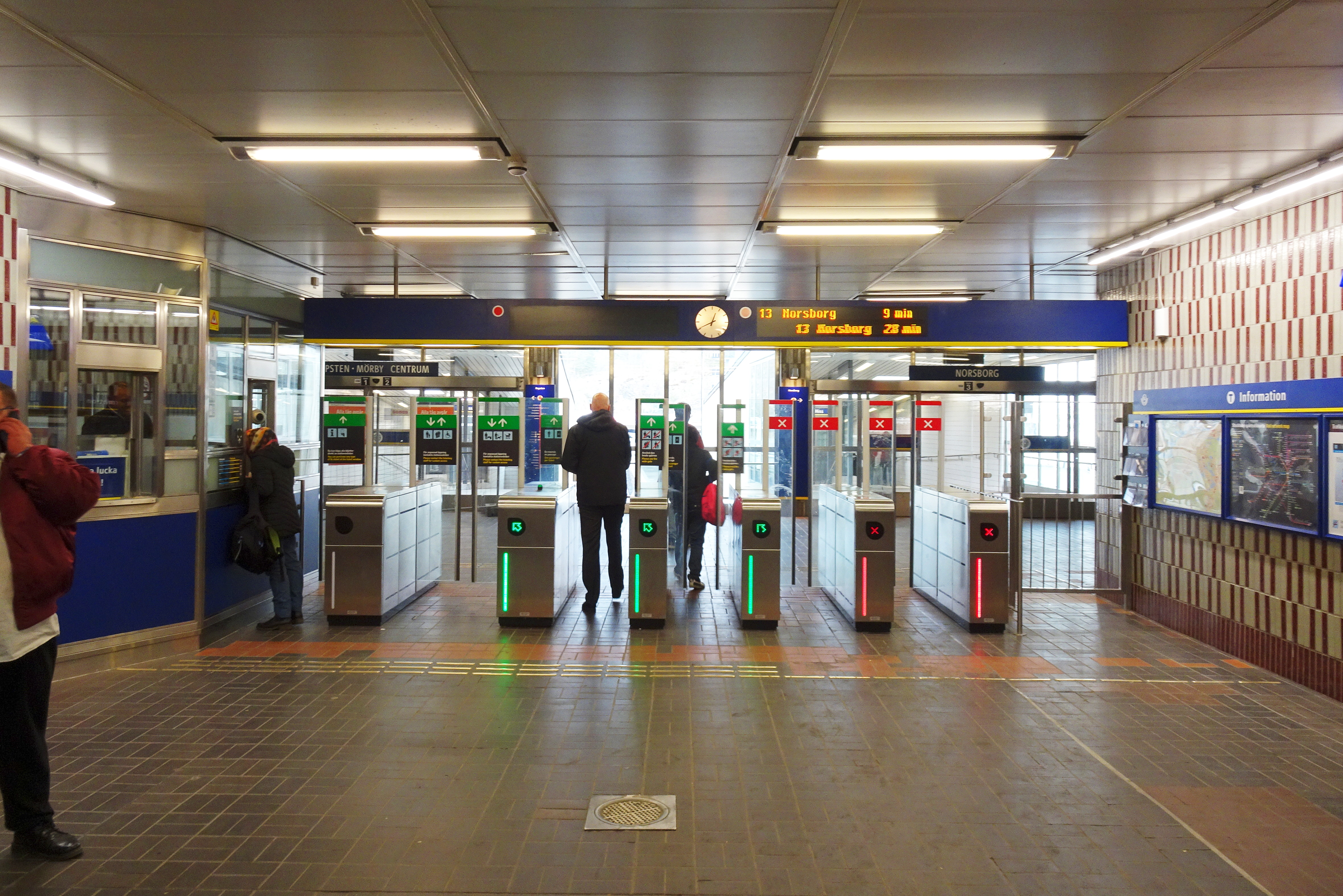
Verdeelhal met toegangspoortjes
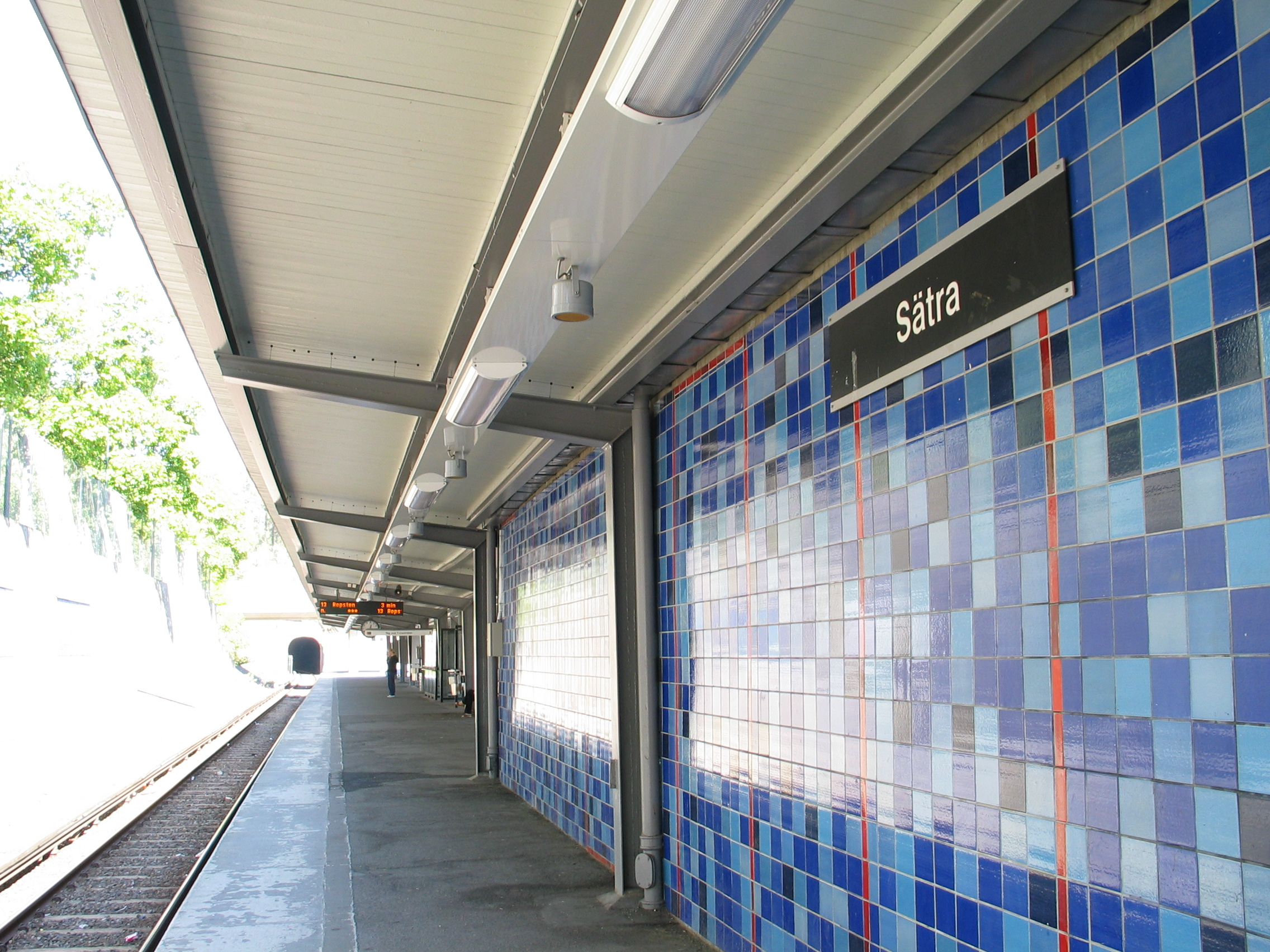
Duizend en één nacht

Norsborg ·
Hallunda ·
Alby ·
Fittja ·
Masmo ·
Vårby gård ·
Vårberg ·
Skärholmen ·
Sätra ·
Bredäng ·
Mälarhöjden ·
Axelsberg ·
Örnsberg ·
Aspudden ·
Liljeholmen ·
Hornstull ·
Zinkensdamm ·
Mariatorget ·
Slussen ·
Gamla Stan ·
T-Centralen ·
Östermalmstorg ·
Karlaplan ·
Gärdet ·
Ropsten